# Tompa (Románia)
Tompa, román nyelven Tâmpa, falu Romániában, Hunyad megyében, Bácsi községben.

## Fekvése
Dévától délkeletre, Piskitől délre, a Sztrigy-bp.-i út mellett fekvő település.

## Története

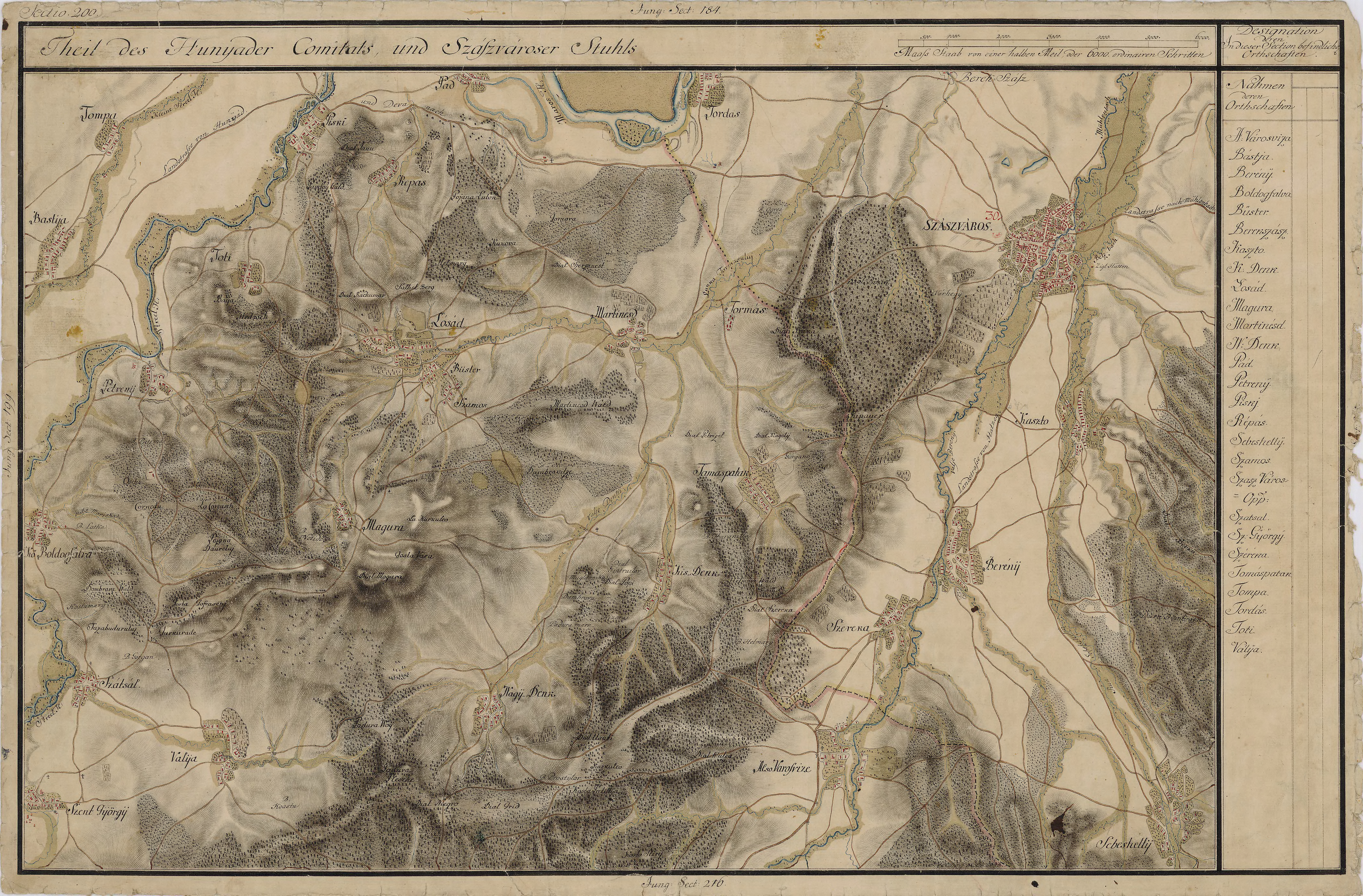
Tompa egy régi térképen

Tompa nevét 1404-ben említette először oklevél Tompafalua néven.
Későbbi névváltozatai: 1430-ban Thompa, 1449-ben Thompafalwa, 1501-ben Thompa, 1508-ban p. Thompa, 1733-ban Tompa, 1750-ben Tempa, 1808-ban Tompa, Tempa, 1913-ban Tompa.
1508-ban p. Thompa birtokosai a Tompai, Bácsi, B. Beke, Alsóbácsi Balazsefi és a Blaskó családok
voltak.
A trianoni békeszerződés előtt Hunyad vármegye Dévai járásához tartozott.
1910-ben 526 lakosából 105 magyar, 6 német és 410 román volt.  Ebből 63 római katolikus,  
41 református, 416 görögkeleti ortodox volt.